# Одноценов, Герман Петрович
Герман Петрович Одноценов (1923—1945) — лейтенант Рабоче-крестьянской Красной Армии, участник Великой Отечественной войны, Герой Советского Союза (1945).

## Биография
Родился 21 января 1923 года в Казани. До призыва в армию проживал в Свердловске, окончил там девять классов школы № 40, занимался в аэроклубе.
В 1939 году Одноценов был призван на службу в Рабоче-крестьянскую Красную Армию. В 1941 году окончил Пермскую военную авиационную школу пилотов. С апреля 1942 года — на фронтах Великой Отечественной войны.
С лета 1944 года лейтенант Герман Одноценов командовал звеном 951-го штурмового авиаполка (306-й штурмовой авиадивизии, 10-го штурмового авиакорпуса, 17-й воздушной армии, 3-го Украинского фронта). За время своей службы в полку он совершил более 130 боевых вылетов на штурмовку скоплений боевой техники и живой силы противника, его важных объектов, нанеся ему большие потери. Особо отличился во время штурма Будапешта. 8 марта 1945 года пропал без вести во время выполнения боевого задания.

## Награды
Указом Президиума Верховного Совета СССР от 29 июня 1945 года за «образцовое выполнение боевых заданий командования на фронте борьбы с немецкими захватчиками и проявленные при этом мужество и героизм» лейтенант Герман Одноценов посмертно был удостоен высокого звания Героя Советского Союза. Также был награждён двумя орденами Ленина, двумя орденами Красного Знамени, орденами Отечественной войны 2-й степени и Красной Звезды, югославским орденом Партизанской Звезды 1-й степени, рядом медалей.